# Église Saint-Étienne du Plessis-Hébert
L'église Saint-Étienne du Plessis-Hébert est une église du département de l'Eure. Il s'agit d'une église construite au XVIIe siècle à l'époque du roi Louis XIV.

## Historique

### De Louis XIV à la révolution de 1830
Au XVIIe siècle dans un élan de Contre-Réforme catholique, bon nombre d'églises naissent sous l'impulsion des évêques comme en témoigne le confessionnal en bois de chêne typique du concile de Trente. La partie la plus ancienne est sans contexte, le mur méridional qui est la seule partie subsistant de l'ancienne église pré-révolutionnaire. La façade, quant à elle, date de l'époque de la restauration bourbonienne en 1820, après les outrages révolutionnaires.

### De 1830 à la Première Guerre mondiale
Les vitraux et le bandeau datent de l'abbé de Chaville, curé de Daumesnil. Le clocher date de 1850. Bon nombre de travaux sont dus à l'association des Amis des monuments et sites de l'Eure.

### LeXXesiècle
Le XXe siècle fut l'époque de destruction abondante qui malgré tout épargna l'église, à l'exception de l'ouragan de décembre 1999. Cette tempête détruisit les vitraux qui venaient juste d'être restaurés la même année.

## Architecture
Il s'agit d'une église orientée. Cette dernière correspond à vocabulaire archéologique précis dont le sens évolue peu au cours du temps. Ainsi la Nef est à l'ouest et le cœur à l'Est.

## Le culte de saint Étienne
Le culte de saint Étienne, dédicataire de l'église et personnage de premier plan des Actes des Apôtres, est très présent en Normandie et fort ancien. Ce culte est attesté par les pères de l'église comme saint Athanase d'Alexandrie.